# Sybra bioculata
Sybra bioculata là một loài bọ cánh cứng trong họ Cerambycidae.